# Port lotniczy Odessa
Port lotniczy Odessa (ukr. Міжнародний аеропорт Одеса, ang. Odessa International Airport, kod IATA: ODS, kod ICAO: UKOO) – międzynarodowe lotnisko w Odessie, na Ukrainie. Został zbudowany w 1961.

## Kierunki lotów i linie lotnicze
Od 24 lutego 2022 r. wszystkie loty pasażerskie zostały zawieszone na czas nieokreślony. 
| Linia lotnicza                 | Kierunek |
| ------------------------------ | --- |
| Air Baltic                     | Sezonowo: 1. Ryga |
| AnadoluJet                     | 1. Stambuł-Sabiha Gökçen |
| Austrian Airlines              | 1. Wiedeń |
| Azur Air Ukraine               | Sezonowe czartery: 1. Antalya 2. Szarm el-Szejk |
| Buta Airways                   | 1. Baku |
| Flydubai                       | 1. Dubaj |
| LOT                            | 1. Warszawa Sezonowo: 1. Rzeszów |
| Motor-Sicz Airlines            | 1. Kijów-Żulany |
| Pegasus Airlines               | 1. Ankara 2. Stambuł-Sabiha Gökçen |
| SkyUp Airlines                 | 1. Praga 2. Tbilisi 3. Erywań Sezonowo: 1. Baku 2. Barcelona 3. Batumi 4. Rimini 5. Tel Awiw 6. Tirana 7. Tivat 8. Wilno Sezonowe czartery: 1. Antalya 2. Szarm el-Szejk |
| Turkish Airlines               | 1. Stambuł |
| Ukraine International Airlines | 1. Stambuł 2. Kijów-Boryspol 3. Tel Awiw Sezonowo: 1. Iwano-Frankiwsk Sezonowe czartery: 1. Antalya 2. Kayseri                                                           |